# Мышковский, Тит Иванович

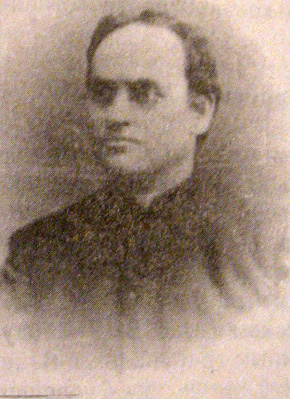
Тит Мышковский

Тит Ива́нович Мышко́вский (1861—1939) — галицко-русский общественный деятель, греко-католический священник, доктор богословия, профессор богословия Львовского университета, председатель Галицко-русской матицы в межвоенный период.
Предками Тита Мышковского были русские дворяне из Подляшья. Родился в селе Перегримка (Пелегримка) на крайнем северо-западе Лемковщины (ныне — Польша). Окончил с отличием гимназию в Перемышле, затем Окончил богословский институт в Вене. После окончания учёбы преподавал во Львовском университете. После объявления Австро-Венгрией войны России был арестован и вывезен в Тироль. После образования второй Речи Посполитой отказался принести присягу на верность Польше, за что польские власти лишили его университетской кафедры и пенсии. Тит Мышковский был избран деканом богословской академии. До своей смерти в 1939 был председателем Галицко-русской матицы.

## Работы
- De ultimo fine hominis (1889)
- Chronologice-historica introduction in novum testamentum (1892)
- Изложение цареградской литургии святого Василия Великого (1926)
- Этнографическая граница Руси на западе (1934)
- Моя ничтожность и мировая война
- Записки, или Дневник (1889—1938)